# 伊丘潘帕區
伊丘潘帕區（西班牙語：Distrito de Ichupampa），是秘魯的一個區，位於該國南部阿雷基帕大區的卡伊尤馬省，面積74.89平方公里，海拔高度3,400米，2005年人口922，人口密度每平方公里12人。